# کونگ‌فو توآ
کونگ‌فو توآ یک ورزش رزمی ایرانی است که توسط ابراهیم میرزایی در سال ۱۳۴۸ بنیان‌گذاری گردید. کونگ‌فو توآ پس از گذراندن مراحل آزمایشی در باشگاه سرباز (پهلوی سابق) فعالیت رسمی خود را با تأسیس دانشکده انشاء تن و روان در سال ۱۳۵۲ آغاز نمود.
کونگ‌فو توآ دارای هفت مایگاه است که به غیر از مایگاه اول که به حرکات فیزیکی و فعالیت‌های بدنی می‌پردازد، بقیه به جنبه‌های علمی، عرفانی و پزشکی در خصوص تن و روان اشاره دارد این هنر رزمی شباهت زیادی به یکی از سبک‌های کاراته یعنی گوجوریو دارد. اصول اساسی کونگ فو توآ توسط ابراهیم میرزایی در کتابی به عنوان کاراته و ذن و فیلمی به نام یم می انتشار یافته است.
کونگ‌فو توآ در ایران و چندین کشور از جمله آمریکا، کانادا، هلند، ترکیه، آذربایجان، سوریه، لبنان، پاکستان، افغانستان، سوئد، هندوستان، بلژیک ،آلمان، فرانسه و چین و بلغارستان به صورت رسمی فعالیت می‌نماید.

## پیشینه

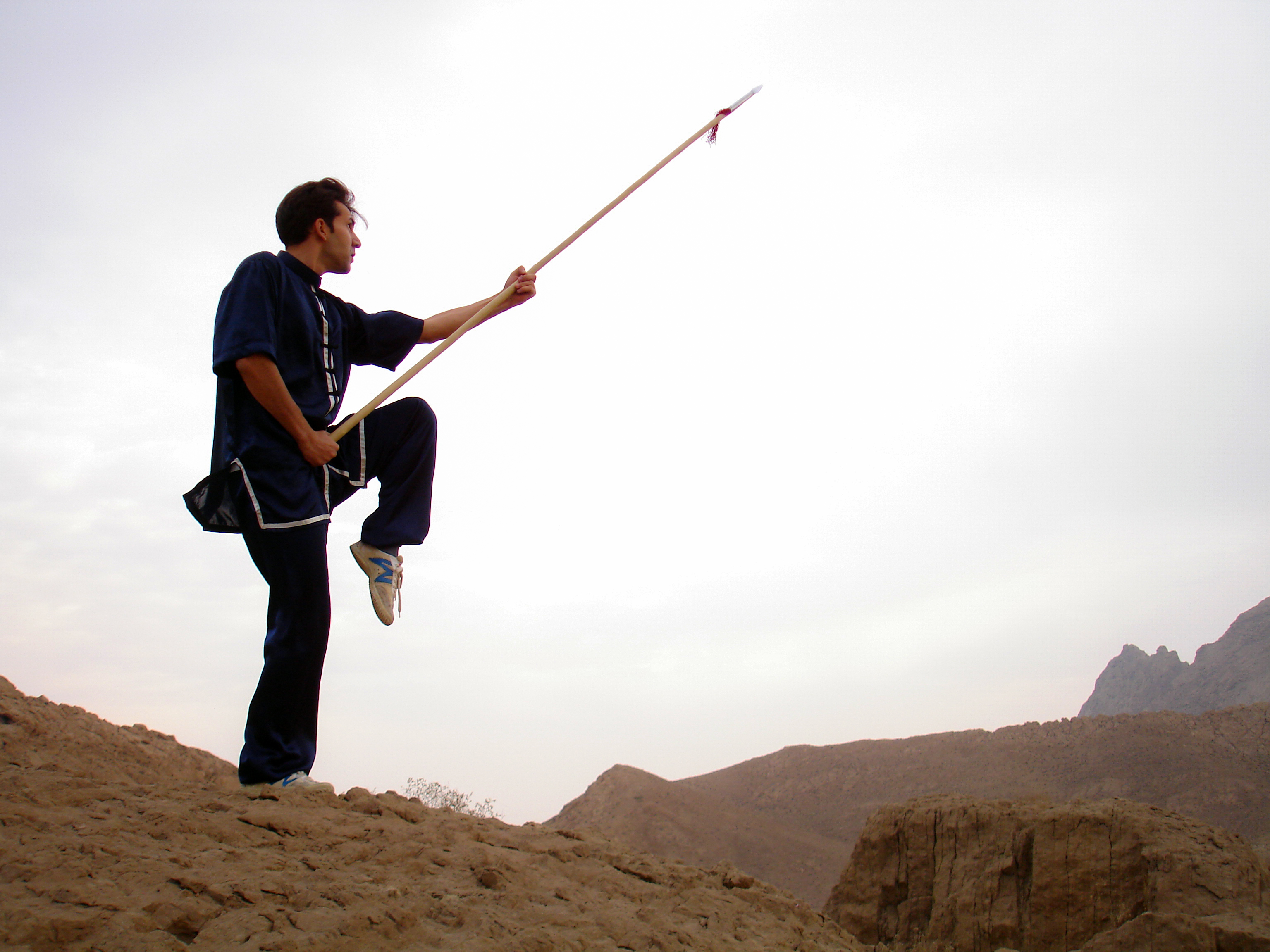
حرکات انفرادی کنگفو با سلاح نیزه

ابراهیم میرزایی پس از یادگیری رشته‌هایی همچون کونگ‌فو، کاراته، تکواندو و دوره‌های تکاوری در کشورهای مختلف نگارش کتابی با عنوان کاراته و ذن را آغاز کرد که در سال ۱۳۵۱ انتشار یافت. وی سَبْک جدیدی را به نام «توآ» که در این کتاب به آن پرداخته شده، از همان سال مراحل آزمایش خود را در باشگاه سرباز (پهلوی سابق) گذراند و در نهایت در سال ۱۳۵۲ با تأسیس دانشکده تن و روان فعالیت رسمی خود را آغاز نمود.
در سال ۱۳۶۰ به سبب فعالیت‌های سیاسی ابراهیم میرزایی بار دیگر فعالیت باشگاه‌های کونگ‌فو توآ ممنوع شد و تا سال ۱۳۷۰ ورزشکاران این رشته به صورت مخفیانه به معرفی و آموزش این ورزش می‌پرداختند. در سال ۱۳۷۰ کونگ‌فو توآ با عنوان «انجمن کونگ‌فو توآ» به‌طور رسمی زیر نظر فدراسیون کاراته ایران آغاز شد. در اواخر سال ۱۳۷۱ فدراسیون کونگ‌فو، ووشو و رزم‌آوران تشکیل شد و در سال ۱۳۷۸ به‌نام فدراسیون ورزش‌های رزمی تغییر نام یافت. در سال ۱۳۷۹ تحت عنوان کمیته مستقل کونگ‌فو توآ فعالیت نمود و مجدداً در سال ۱۳۸۱ در زمره سبک‌های فدراسیون ورزش‌های رزمی درآمد. در سال ۱۳۸۴ فدراسیون کونگ‌فو جمهوری اسلامی ایران تشکیل گردید و در سال ۱۳۹۰ نام کونگ‌فو از این رشته جذاب ایرانی حذف شد و در حال حاضر این سبک با نام توآ در ایران و جهان فعالیت می‌کند. مطابق لایحه قانونی واگذاری سازمان ورزشی و فرهنگی تاج به سازمان تربیت بدنی ایران مصوب ۸ مهر ۱۳۵۸ کلیه اموال منقول و غیرمنقول و مطالبات و دیون سازمان ورزشی و فرهنگی تاج همراه با پرسنل واحدهای سازمان مذکور به سازمان تربیت بدنی ایران واگذار گردید.

## جایگاه جهانی کونگ‌فو توآ
اولین مجمع با نام ووکا با حضور ۲۵ کشور تشکیل شد که بعد از حدود ۱ سال به ووتا تغییر نام داد. اولین حرکت سازمان جهانی توآ، برگزاری اولین دوره کلاسهای بین‌المللی داوری و مربیگری بود که از تمام کشورهای عضو برای حضور در این کلاس‌ها شرکت کردند. طولی نکشید که کشورهای عضو به بیش از ۵۰ کشور از ۵ قاره جهان رسید. سپس با برگزاری اولین دوره مسابقات جهانی کونگ‌فو توآ با حضور ۴۵ کشور کونگ‌فو توآ در بین جوامع جهانی بار دیگر مطرح شد. ورزش رزمی کونگ‌فو توآ به جز در برخی مبانی نظری و مفاهیم بنیادین که ویژگی تمام سبک‌های کونگ‌فو است، به لحاظ مکانیسم و دینامیک حرکات و ضربات ارتباط چندانی با کونگ‌فو چینی یا ووشو ندارد و ابراهیم میرزایی الفاظ آن را از زبان پارسی پهلوی و کتاب اوستا گرفته است. دو دوره مسابقات آسیایی این رشته با شرکت ۲۲ کشور در سال‌های ۹۴ و ۹۶ در شهرهای قصر شیرین و مشهد برگزار شده است.

## نگارخانه

گزارش چاپ شده از روند استقبال از کونگ‌فو توآ در ایران در مجله دنیای ورزش، سال ۱۳۵۳
جهان‌واره نماد پشت لباس در کونگ‌فو توآ نشان از سیاره تن و روان
یکی از مطالب آموزشی کونگ‌فو، زیر نظر ابراهیم میرزایی؛ چاپ شده در مجله دختران و پسران